# أريان كومازيك
أريان كومازيك (بالكرواتية: Arijan Komazec) مواليد 23 يناير 1970 في زادار، جمهورية كرواتيا الاشتراكية، هو لاعب كرة سلة كرواتي سابق. بدأ مسيرته الاحترافية في سنة 1986. يبلغ طوله 6 قدم 7 بوصة (2.0 م). مثّل منتخب بلاده. شارك في دورة الألعاب الأولمبية الصيفية سنة 1992. حقق المركز الأول في بطولة كأس العالم لكرة السلة 1990. اعتزل اللعب في 2004.

## المسيرة الاحترافية
لعب مع باناثينايكوس في موسم 1992–1993، ثم لعب مع بالاكانسترو فاريزي في الدوري الإيطالي من سنة 1993 إلى 1995، ثم لعب مع فيرتوس بالاكانسترو بولونيا من سنة 1995 إلى 1997، ثم لعب مع بالاكانسترو فاريزي في الدوري الإيطالي في موسم 1997–1998، ثم لعب مع أولمبياكوس في موسم 1998–1999، ثم لعب مع إيه إي كي في سنة 2001، ثم لعب مع إس إس فليتشي سكاندون في الدوري الإيطالي في موسم 2003–2004.

## الميداليات
| الميدالية | المسابقة                         |
| --------- | -------------------------------- |
| ذهبية     | بطولة كأس العالم لكرة السلة 1990 |
| ذهبية     | بطولة أمم أوروبا لكرة السلة 1991 |
| فضية      | الألعاب الأولمبية الصيفية 1992   |
| برونزية   | بطولة كأس العالم لكرة السلة 1994 |
| برونزية   | بطولة أمم أوروبا لكرة السلة 1993 |
| برونزية   | بطولة أمم أوروبا لكرة السلة 1995 |

## روابط خارجية
- أريان كومازيك على موقع الاتحاد الدولي لكرة السلة (الإنجليزية)
- أريان كومازيك على موقع الاتحاد الدولي لكرة السلة (الإنجليزية)
- أريان كومازيك على موقع الدوري الأوروبي لكرة السلة (الإنجليزية)
- أريان كومازيك على موقع كرة السلة الأوروبية.كوم (الإنجليزية)
- أريان كومازيك على موقع ريلجم (الإنجليزية)
- أريان كومازيك على موقع بروبوليرز (الإنجليزية)
- أريان كومازيك على موقع سبورتس رفرنس (الإنجليزية)
- أريان كومازيك على موقع أوليمبيديا (الإنجليزية)